# بخش فیرفیلد (شهرستان واشینگتن، اوهایو)
بخش فیرفیلد (به انگلیسی: Fairfield Township) یک منطقهٔ مسکونی در ایالات متحده آمریکا است که در شهرستان واشینگتن، اوهایو واقع شده‌است.
 بخش فیرفیلد ۶۳٫۷ کیلومتر مربع مساحت و ۱٬۰۱۱ نفر جمعیت دارد و ۲۵۹ متر بالاتر از سطح دریا واقع شده‌است.